# Decize
Decize település Franciaországban, Nièvre megyében. Lakosainak száma 5025 fő (2022. január 1.). Decize Saint-Léger-des-Vignes, Avril-sur-Loire, Champvert, Cossaye, Devay, Saint-Germain-Chassenay és Sougy-sur-Loire községekkel határos.

## Népesség
A település népességének változása:
| Lakosok száma | 5975 | 5689 | 5623 | 5730 | 5393 | 5267 | 5233 | 5193 | 5152 | 5025 |
|               | 2006 | 2013 | 2015 | 2016 | 2017 | 2018 | 2019 | 2020 | 2021 | 2022 |

## Híres személyek
- itt született Robert Lamartine (1935–1990) francia labdarúgó